# Historische Geographie
Historische Geographie ist eine Wissenschaft, die sich mit der Entstehungsgeschichte der materiellen und immateriellen Umwelt des Menschen beschäftigt. Sie untersucht die Prozesse, Ursachen und Randbedingungen des Verhältnisses von Raum und Zeit und rekonstruiert raumzeitliche Strukturen. Sie ist eine Teildisziplin der Geographie und sowohl thematisch als auch forschungspraktisch eng mit den Geschichtswissenschaften verbunden. Sie forscht in der Physischen Geographie und in der Humangeographie.
Als (historische) Raumwissenschaft beschäftigt sich die Historische Geographie mit dem Verhältnis von Mensch und natürlicher Umwelt in der historischen Zeit und einer diachronen Perspektive. Zentral ist dabei die Frage, wie Individuen, Kollektive und Gesellschaften in der Vergangenheit durch Handlungen und Praktiken räumliche Strukturen beeinflussten und wie diese räumlichen Strukturen wiederum auf die Individuen, Kollektive und Gesellschaften zurückwirken. Im Zuge konstruktivistischer Forschungsperspektiven in der poststrukturalistischen Neuen Kulturgeographie interessiert sich Historische Geographie nicht allein für die materiellen Bedingungen des Raumes, sondern beschäftigt sich auch mit der sozialen und kommunikativen Konstruktion räumlicher Phänomene.

## Aufgabe
Die Aufgabe der Historischen Geographie ist die Erfassung, Beschreibung und Erklärung der Qualität und Quantität relevanter wirtschaftlicher, demografischer, sozialer, politischer und natürlicher Prozesse in der raumzeitlichen Differenzierung. So versucht die Historische Geographie vergangene Landschaftszustände zu rekonstruieren und durch deren Vergleich Regelmäßigkeiten bei der Entstehung von Kulturlandschaften festzustellen.

## Schwerpunkte
Hauptschwerpunkte liegen in der Historischen Siedlungsforschung, in der Geographie des ländlichen Raumes, in der Flur- und Siedlungsnamenkunde, in der Wüstungsforschung und der Flurformenforschung. Ein Teilgebiet – das besonders im englischen Sprachraum stärker als in Deutschland entwickelt ist – ist die Stadtmorphologie.
Ein weiterer verwandter wissenschaftlicher Ansatz ist die Genetische Kulturlandschaftsforschung, die gegenwärtige räumliche Strukturen und Prozesse aus der Vergangenheit heraus erklären will. Auch hier ist traditionell die Genetische Siedlungsforschung eine wichtige Teildisziplin.
Die Angewandte Historische Geographie versucht die Erkenntnisse der Historischen Geographie und der Genetischen Kulturlandschaftsforschung in heutige Planung und Umwelterziehung einzubinden. Ein Ziel ist dabei die Pflege und Weiterentwicklung des historischen Erbes in Form der Kulturlandschaftspflege.
Als Studienfach wird Historische Geographie in Deutschland an den Universitäten Berlin, Bonn und Bamberg angeboten.